# 莱茵豪森

莱茵豪森在杜伊斯堡的位置

莱茵豪森（德語：Rheinhausen，發音：[ʁaɪnˈhaʊzn̩]）是德国北莱茵-威斯特法伦州杜伊斯堡的一个区。总面积38.68平方公里，总人口78,203人（2000年12月31日），人口密度2,022人/平方公里。